# Rabīʿ al-awwal
Der Rabīʿ al-awwal, auch Rabīʿ I., arabisch ربيع الأول, DMG Rabīʿ al-awwal, ist der dritte Monat des islamischen Kalenders. Der Rabīʿ al-awwal trägt den Beinamen asch-Scharīf, „der Edle“.

## Bedeutung
Am zwölften Tag des Rabīʿ al-awwal soll Muhammed geboren worden sein, deswegen findet an diesem Tag das Mawlid-an-Nabi-Fest statt; der Geburtsmonat des Propheten (der genaue Tag seiner Geburt ist umstritten) ist auch als Schahr al-maulid, „Monat der Geburt“, bekannt. Regional wird an jenem Tag jedoch des Todestages des Propheten gedacht, so zum Beispiel in manchen Regionen Indiens, wo der Tag barah wafat genannt wird. Die Festlegung des Geburtsfestes des Propheten erfolgte anhand der früheren Sitte, einen unbekannten Geburtstag auf das gleiche Datum wie den Todestag zu setzen.
In Marokko werden Jungen bevorzugt im Rabīʿ al-awwal beschnitten, was wahrscheinlich auf den Glauben zurückzuführen ist, Mohammed sei ohne Vorhaut geboren worden. Im Rabiʿ al-auwal gelten für manche der zehnte und zwanzigste Tag als negativ.